# Feid/Diskografie
Diese Diskografie ist eine Übersicht über die musikalischen Werke des kolumbianischen Reggaeton-Sängers und Songwriters Feid. Den Schallplattenauszeichnungen zufolge hat er bisher mehr als 20,9 Millionen Tonträger verkauft. Seine erfolgreichste Veröffentlichung ist die Single Classy 101 mit über zwei Millionen verkauften Einheiten.

## Alben

### Studioalben
| Jahr | Titel Musiklabel                                                        | Höchstplatzierung, Gesamtwochen, AuszeichnungChartplatzierungen (Jahr, Titel, Musiklabel, Platzierungen, Wochen, Auszeichnungen, Anmerkungen) | Höchstplatzierung, Gesamtwochen, AuszeichnungChartplatzierungen (Jahr, Titel, Musiklabel, Platzierungen, Wochen, Auszeichnungen, Anmerkungen) | Höchstplatzierung, Gesamtwochen, AuszeichnungChartplatzierungen (Jahr, Titel, Musiklabel, Platzierungen, Wochen, Auszeichnungen, Anmerkungen) | Höchstplatzierung, Gesamtwochen, AuszeichnungChartplatzierungen (Jahr, Titel, Musiklabel, Platzierungen, Wochen, Auszeichnungen, Anmerkungen) | Anmerkungen                                                  | [↑]: gemeinsam behandelt mit vorhergehendem Eintrag; [←]: in beiden Charts platziert |
| Jahr | Titel Musiklabel                                                        | CH | US | Latin | ES | Anmerkungen                                                  |                                                                                      |
| ---- | ----------------------------------------------------------------------- | --- | --- | --- | --- | ------------------------------------------------------------ | ------------------------------------------------------------------------------------ |
| 2017 | Así Como Suena Universal Music Latino                                   | — | — | — | — | Erstveröffentlichung: 24. November 2017                      |                                                                                      |
| 2019 | 19 Universal Music Latino                                               | — | — | — | — | Erstveröffentlichung: 17. Mai 2019                           |                                                                                      |
| 2020 | Ferxxo (Vol 1: M.O.R) Universal Music Latino                            | — | — | Latin27 (11 Wo.)Latin | ES18 (29 Wo.)ES | Erstveröffentlichung: 23. April 2020                         |                                                                                      |
| 2021 | Inter Shibuya – La mafia Universal Music Latino                         | — | — | Latin29 Platin · (30 Wo.)Latin | ES20 Gold · (91 Wo.)ES | Erstveröffentlichung: 20. August 2021 Verkäufe: + 80.000     |                                                                                      |
| 2021 | Inter Shibuya (Ferxxo Edition) Universal Music Latino                   | — | —[Latin: ↑][ES: ↑] | Latin29 Platin · (30 Wo.)Latin | ES20 Gold · (91 Wo.)ES | Erstveröffentlichung: 17. Dezember 2021                      |                                                                                      |
| 2022 | Feliz cumpleaños, Ferxxo, te pirateamos el álbum Universal Music Latino | — | US188 (1 Wo.)US | Latin6 Platin · (116 Wo.)Latin | ES2 ×2Doppelplatin · (71 Wo.)ES | Erstveröffentlichung: 14. September 2022 Verkäufe: + 390.000 |                                                                                      |
| 2023 | Mor, no le temas a la oscuridad Universal Music Latino                  | CH64 (1 Wo.)CH | US31 (2 Wo.)US | Latin4 Platin · (20 Wo.)Latin | ES2 Platin · (94 Wo.)ES | Erstveröffentlichung: 29. September 2023 Verkäufe: + 105.000 |                                                                                      |
| 2024 | Los 9 de Ferxxo y Sky Rompiendo Universal Music Latino                  | — | — | Latin15 (2 Wo.)Latin | ES10 (8 Wo.)ES | Erstveröffentlichung: 29. November 2024 mit Sky Rompiendo    |                                                                                      |
| 2025 | Ferxxo Vol X: Sagrado Universal Music Latino                            | — | — | Latin20 (4 Wo.)Latin | ES12 (9 Wo.)ES | Erstveröffentlichung: 9. Juni 2025 Verkäufe: + 35.000        |                                                                                      |

### Gemeinschaftsalben
| Jahr | Titel Musiklabel       | Höchstplatzierung, Gesamtwochen, AuszeichnungChartplatzierungen (Jahr, Titel, Musiklabel, Platzierungen, Wochen, Auszeichnungen, Anmerkungen) | Höchstplatzierung, Gesamtwochen, AuszeichnungChartplatzierungen (Jahr, Titel, Musiklabel, Platzierungen, Wochen, Auszeichnungen, Anmerkungen) | Höchstplatzierung, Gesamtwochen, AuszeichnungChartplatzierungen (Jahr, Titel, Musiklabel, Platzierungen, Wochen, Auszeichnungen, Anmerkungen) | Höchstplatzierung, Gesamtwochen, AuszeichnungChartplatzierungen (Jahr, Titel, Musiklabel, Platzierungen, Wochen, Auszeichnungen, Anmerkungen) | Anmerkungen                                                                                                |
| Jahr | Titel Musiklabel       | CH | US | Latin | ES | Anmerkungen                                                                                                |
| ---- | ---------------------- | --- | --- | --- | --- | --- |
| 2019 | The Academy Rich Music | — | — | Latin— PlatinLatin | ES20 (36 Wo.)ES | Erstveröffentlichung: 11. Oktober 2019 Verkäufe: + 60.000; mit Sech & Dalex, Justin Quiles & Lenny Tavárez |

### EPs
| Jahr | Titel Musiklabel                         | Höchstplatzierung, Gesamtwochen, AuszeichnungChartplatzierungen (Jahr, Titel, Musiklabel, Platzierungen, Wochen, Auszeichnungen, Anmerkungen) | Höchstplatzierung, Gesamtwochen, AuszeichnungChartplatzierungen (Jahr, Titel, Musiklabel, Platzierungen, Wochen, Auszeichnungen, Anmerkungen) | Höchstplatzierung, Gesamtwochen, AuszeichnungChartplatzierungen (Jahr, Titel, Musiklabel, Platzierungen, Wochen, Auszeichnungen, Anmerkungen) | Höchstplatzierung, Gesamtwochen, AuszeichnungChartplatzierungen (Jahr, Titel, Musiklabel, Platzierungen, Wochen, Auszeichnungen, Anmerkungen) | Anmerkungen                                                |
| Jahr | Titel Musiklabel                         | CH | US | Latin | ES | Anmerkungen                                                |
| ---- | ---------------------------------------- | --- | --- | --- | --- | ---------------------------------------------------------- |
| 2020 | Bahía Ducati Universal Music Latino      | — | — | Latin30 (1 Wo.)Latin | ES37 (3 Wo.)ES | Erstveröffentlichung: 11. September 2020                   |
| 2022 | Sixdo Universal Music Latino             | — | — | Latin32 (14 Wo.)Latin | ES17 (39 Wo.)ES | Erstveröffentlichung: 2. Dezember 2022                     |
| 2023 | Ferxxocalipsis Universal Music Latino    | CH95 (1 Wo.)CH | US123 (3 Wo.)US | Latin9 Platin · (76 Wo.)Latin | ES2 Gold · (52 Wo.)ES | Erstveröffentlichung: 1. Dezember 2023 Verkäufe: + 100.000 |
| 2024 | Manifesting 20-05 Universal Music Latino | — | — | Latin26 (11 Wo.)Latin | ES21 (10 Wo.)ES | Erstveröffentlichung: 10. April 2024 mit Yandel            |

## Singles

### Als Leadmusiker
| Jahr | Titel Album                                                                  | Höchstplatzierung, Gesamtwochen, AuszeichnungChartplatzierungen (Jahr, Titel, Album, Platzierungen, Wochen, Auszeichnungen, Anmerkungen) | Höchstplatzierung, Gesamtwochen, AuszeichnungChartplatzierungen (Jahr, Titel, Album, Platzierungen, Wochen, Auszeichnungen, Anmerkungen) | Höchstplatzierung, Gesamtwochen, AuszeichnungChartplatzierungen (Jahr, Titel, Album, Platzierungen, Wochen, Auszeichnungen, Anmerkungen) | Höchstplatzierung, Gesamtwochen, AuszeichnungChartplatzierungen (Jahr, Titel, Album, Platzierungen, Wochen, Auszeichnungen, Anmerkungen) | Höchstplatzierung, Gesamtwochen, AuszeichnungChartplatzierungen (Jahr, Titel, Album, Platzierungen, Wochen, Auszeichnungen, Anmerkungen) | Anmerkungen |
| Jahr | Titel Album                                                                  | CH | US | Latin | ES | CO | Anmerkungen |
| --- | ---------------------------------------------------------------------------- | --- | --- | --- | --- | --- | --- |
| 2016 | Qué raro Así Como Suena                                                      | — | — | Latin47 Gold · (1 Wo.)Latin | ES78 (11 Wo.)ES | CO— ×2DoppelplatinCO | Erstveröffentlichung: 17. Mai 2016 Verkäufe: + 82.000; feat. J Balvin                                                                        |
| 2017 | 911 Así Como Suena                                                           | — | — | — | — | CO— PlatinCO | Erstveröffentlichung: 28. April 2017 Verkäufe: + 36.000; feat. Nacho                                                                         |
| 2019 | Sigueme (Remix) 19                                                           | — | — | Latin— PlatinLatin | ES— GoldES | — | Erstveröffentlichung: 1. Februar 2019 Verkäufe: + 90.000; feat. Sech                                                                         |
| 2019 | Quizás The Academy                                                           | — | — | Latin41 ×7Siebenfachplatin · (5 Wo.)Latin                                                                                                | ES15 ×2Doppelplatin · (22 Wo.)ES | CO5 (24 Wo.)CO | Erstveröffentlichung: 11. Oktober 2019 Verkäufe: + 540.000; mit Dimelo Flow, Sech, Dalex, Justin Quiles, Lenny Tavarez, Wisin & Zion         |
| 2019 | Porfa Ferxxo (Vol 1: M.O.R)                                                  | CH86 (2 Wo.)CH | — | Latin11 ×4Vierfachplatin · (20 Wo.)Latin                                                                                                 | ES5 ×4Vierfachplatin · (39 Wo.)ES | CO2 (17 Wo.)CO | Erstveröffentlichung: 13. Dezember 2019 Verkäufe: + 660.000; feat. Justin Quiles                                                             |
| 2020 | Borraxxa Ferxxo (Vol 1: M.O.R)                                               | — | — | — | ES— GoldES | CO8 (4 Wo.)CO | Erstveröffentlichung: 13. Februar 2020 Verkäufe: + 90.000; feat. Manuel Turizo                                                               |
| 2020 | Porfa (Remix) –                                                              | — | — | — | — | CO4 (14 Wo.)CO | Erstveröffentlichung: 26. Juni 2020 Verkäufe: + 1.200.000; mit Justin Quiles, Maluma, J Balvin, Nicky Jam & Sech                             |
| 2020 | Chimbita Inter Shibuya – La mafia                                            | — | — | Latin— PlatinLatin | ES— GoldES | CO5 (23 Wo.)CO | Erstveröffentlichung: 11. Dezember 2020 Verkäufe: + 160.000; mit Sky Rompiendo                                                               |
| 2021 | Purrito apa Inter Shibuya – La mafia                                         | — | — | Latin— GoldLatin | — | CO7 (3 Wo.)CO | Erstveröffentlichung: 2. April 2021 Verkäufe: + 30.000; mit Icon                                                                             |
| 2021 | Fumeteo Inter Shibuya – La mafia                                             | — | — | Latin— PlatinLatin | ES— PlatinES | CO18 (2 Wo.)CO | Erstveröffentlichung: 10. Juni 2021 Verkäufe: + 120.000                                                                                      |
| 2021 | Tengo fe Inter Shibuya – La mafia                                            | — | — | Latin— GoldLatin | ES— GoldES | CO8 (10 Wo.)CO | Erstveröffentlichung: 23. Juli 2021 Verkäufe: + 60.000                                                                                       |
| 2021 | Vacaxiones Inter Shibuya (Ferxxo Edition)                                    | — | — | Latin34 Platin · (11 Wo.)Latin | ES92 Gold · (1 Wo.)ES | CO1 (21 Wo.)CO | Erstveröffentlichung: 19. Oktober 2021 Verkäufe: + 90.000                                                                                    |
| 2021 | Monastery –                                                                  | — | — | — | ES— PlatinES | CO1 (45 Wo.)CO | Erstveröffentlichung: 12. November 2021 Verkäufe: + 235.000; mit Ryan Castro                                                                 |
| 2021 | Friki Inter Shibuya (Ferxxo Edition)                                         | — | — | Latin34 ×3Dreifachplatin · (11 Wo.)Latin                                                                                                 | ES— PlatinES | CO9 (15 Wo.)CO | Erstveröffentlichung: 9. Dezember 2021 Verkäufe: + 415.000; feat. Karol G                                                                    |
| 2022 | Nieve Feliz cumpleaños, Ferxxo, te pirateamos el álbum                       | — | — | — | ES— GoldES | CO17 (3 Wo.)CO | Erstveröffentlichung: 4. März 2022 Verkäufe: + 30.000                                                                                        |
| 2022 | Pantysito –                                                                  | — | — | — | ES1 ×3Dreifachplatin · (30 Wo.)ES | CO1 (21 Wo.)CO | Erstveröffentlichung: 18. März 2022 Verkäufe: + 530.000; mit Alejo & Robi                                                                    |
| 2022 | Castigo Feliz cumpleaños, Ferxxo, te pirateamos el álbum                     | — | — | Latin— GoldLatin | ES86 Platin · (1 Wo.)ES | CO15 (6 Wo.)CO | Erstveröffentlichung: 13. Mai 2022 Verkäufe: + 90.000                                                                                        |
| 2022 | Ferxxo 100 Feliz cumpleaños, Ferxxo, te pirateamos el álbum                  | — | — | Latin— GoldLatin | ES64 ×3Dreifachplatin · (20 Wo.)ES | CO4 (48 Wo.)CO | Erstveröffentlichung: 3. Juni 2022 Verkäufe: + 350.000                                                                                       |
| 2022 | Normal Feliz cumpleaños, Ferxxo, te pirateamos el álbum                      | — | — | Latin21 Platin · (26 Wo.)Latin | ES17 ×5Fünffachplatin · (57 Wo.)ES | CO1 a (57 Wo.)CO | Erstveröffentlichung: 8. Juli 2022 Verkäufe: + 520.000                                                                                       |
| 2022 | Si te la encuentras por ahí Feliz cumpleaños, Ferxxo, te pirateamos el álbum | — | — | — | ES12 ×3Dreifachplatin · (31 Wo.)ES | CO5 (11 Wo.)CO | Erstveröffentlichung: 5. August 2022 Verkäufe: + 250.000                                                                                     |
| 2022 | Feliz cumpleaños, Ferxxo Feliz cumpleaños, Ferxxo, te pirateamos el álbum    | — | — | Latin20 (20 Wo.)Latin | ES9 ×5Fünffachplatin · (53 Wo.)ES | CO1 a (52 Wo.)CO | Erstveröffentlichung: 19. August 2022 Verkäufe: + 750.000                                                                                    |
| 2022 | De tanto chimbiar –                                                          | — | — | — | ES83 (1 Wo.)ES | CO14 (2 Wo.)CO | Erstveröffentlichung: 2. September 2022 mit Totoy El Frio                                                                                    |
| 2022 | En la de ella –                                                              | — | — | Latin26 (18 Wo.)Latin | ES20 Platin · (9 Wo.)ES | CO18 (1 Wo.)CO | Erstveröffentlichung: 21. Oktober 2022 Verkäufe: + 95.000; mit Jhayco & Sech                                                                 |
| 2022 | Salir con vida Si ayer fuera hoy                                             | — | — | Latin— PlatinLatin | ES39 Platin · (5 Wo.)ES | CO12 (2 Wo.)CO | Erstveröffentlichung: 28. Oktober 2022 Verkäufe: + 120.000; mit Morat                                                                        |
| 2022 | Malibu Sixdo                                                                 | — | — | — | ES— GoldES | — | Erstveröffentlichung: 11. November 2022 Verkäufe: + 30.000; feat. AK4:20 & Taiko                                                             |
| 2022 | Yandel 150 Resistencia                                                       | — | US71 (17 Wo.)US | Latin6 ×3Dreifachplatin · (24 Wo.)Latin                                                                                                  | ES2 ×7Siebenfachplatin · (55 Wo.)ES | CO1 a (34 Wo.)CO | Erstveröffentlichung: 20. Dezember 2022 Verkäufe: + 655.000; mit Yandel                                                                      |
| 2023 | Remix exclusivo –                                                            | — | — | Latin38 Platin · (3 Wo.)Latin | ES13 ×2Doppelplatin · (13 Wo.)ES | CO6 (7 Wo.)CO | Erstveröffentlichung: 17. März 2023 Verkäufe: + 250.000                                                                                      |
| 2023 | Classy 101 –                                                                 | — | US99 (1 Wo.)US | Latin15 ×9Diamant + Neunfachplatin · (26 Wo.)Latin                                                                                       | ES6 ×6Sechsfachplatin · (61 Wo.)ES | CO1 a (20 Wo.)CO | Erstveröffentlichung: 31. März 2023 Verkäufe: + 2.010.000; mit Young Miko                                                                    |
| 2023 | Niña bonita Mor, no le temas a la oscuridad                                  | — | — | Latin41 ×4Vierfachplatin · (5 Wo.)Latin                                                                                                  | ES17 ×2Doppelplatin · (18 Wo.)ES | CO6 (9 Wo.)CO | Erstveröffentlichung: 21. April 2023 Verkäufe: + 500.000; feat. Sean Paul                                                                    |
| 2023 | Mxfix G5 –                                                                   | — | — | — | ES96 (1 Wo.)ES | — | Erstveröffentlichung: 12. Mai 2023 |
| 2023 | Polaris (Remix) –                                                            | — | — | — | ES1 ×6Sechsfachplatin · (55 Wo.)ES | — | Erstveröffentlichung: 8. Juni 2023 Verkäufe: + 360.000; mit Saiko, Quevedo & Mora                                                            |
| 2023 | Yankee 150 –                                                                 | — | — | Latin33 ×2Doppelplatin · (2 Wo.)Latin | ES45 Gold · (6 Wo.)ES | — | Erstveröffentlichung: 16. Juni 2023 Verkäufe: + 150.000; mit Yandel & Daddy Yankee                                                           |
| 2023 | Vente conmigo Mor, no le temas a la oscuridad                                | — | — | — | ES28 Gold · (4 Wo.)ES | CO12 (1 Wo.)CO | Erstveröffentlichung: 4. August 2023 Verkäufe: + 30.000                                                                                      |
| 2023 | Ferxxo 151 Mor, no le temas a la oscuridad                                   | — | — | Latin— PlatinLatin | ES19 Platin · (12 Wo.)ES | CO17 (1 Wo.)CO | Erstveröffentlichung: 25. August 2023 Verkäufe: + 95.000; mit Icon                                                                           |
| 2023 | Bubalu Mor, no le temas a la oscuridad                                       | — | — | Latin25 ×2Doppelplatin · (12 Wo.)Latin                                                                                                   | ES23 Platin · (20 Wo.)ES | — | Erstveröffentlichung: 22. September 2023 Verkäufe: + 250.000; mit Rema                                                                       |
| 2024 | Empelotica –                                                                 | — | — | — | ES18 Platin · (9 Wo.)ES | — | Erstveröffentlichung: 22. Februar 2024 Verkäufe: + 60.000; mit Lenny Tavarez                                                                 |
| 2024 | Sorry 4 That Much –                                                          | — | — | Latin4 (20 Wo.)Latin | ES9 Platin · (18 Wo.)ES | — | Erstveröffentlichung: 7. Juni 2024 Verkäufe: + 130.000                                                                                       |
| 2024 | Se me olvida –                                                               | — | — | Latin15 (… Wo.)Latin | ES11 Platin · (17 Wo.)ES | — | Erstveröffentlichung: 23. August 2024 Verkäufe: + 60.000; mit Maisak                                                                         |
| 2024 | Háblame Claro –                                                              | — | — | Latin31 Platin · (2 Wo.)Latin | ES9 Gold · (6 Wo.)ES | — | Erstveröffentlichung: 12. September 2024 Verkäufe: + 90.000; mit Yandel                                                                      |
| 2024 | Ferxxoko –                                                                   | — | — | — | ES100 (1 Wo.)ES | — | Erstveröffentlichung: 31. Oktober 2024 mit Joyce Santana                                                                                     |
| 2024 | +57 –                                                                        | CH82 (1 Wo.)CH | US62 (1 Wo.)US | Latin4 (14 Wo.)Latin | ES4 Gold · (14 Wo.)ES | — | Erstveröffentlichung: 7. November 2024 Verkäufe: + 30.000; mit Karol G & DFZM feat. Ovy on the Drums, J Balvin, Maluma, Ryan Castro & Blessd |
| 2025 | Dallax Ferxxo Vol X: Sagrado                                                 | — | — | Latin41 (1 Wo.)Latin | ES59 (1 Wo.)ES | — | Erstveröffentlichung: 28. März 2025 feat. Ty Dolla Sign                                                                                      |
| Folgende Lieder erschienen nicht als Single, wurden aber durch das Album zum Download und Streaming bereitgestellt und konnten somit eine Platzierung erlangen: |                                                                              | | | | | | |
| |                                                                              | | | | | | |
| 2019 | Perreo en la luna The Academy                                                | — | — | Latin— ×2DoppelplatinLatin | ES27 Platin · (14 Wo.)ES | — | Verkäufe: + 160.000; mit Dimelo Flow, Sech, Dalex, Justin Quiles & Lenny Tavarez                                                             |
| 2020 | Relxjxte Ferxxo (Vol 1: M.O.R)                                               | — | — | — | ES— GoldES | CO20 (1 Wo.)CO | Verkäufe: + 30.000; mit Sky Rompiendo |
| 2021 | Si tú supieras Inter Shibuya – La mafia                                      | — | — | Latin— PlatinLatin | ES— PlatinES | CO1 (33 Wo.)CO | Verkäufe: + 155.000 |
| 2021 | Te mata Inter Shibuya – La mafia                                             | — | — | — | — | CO10 (15 Wo.)CO | |
| 2021 | Jordan IV Inter Shibuya – La mafia                                           | — | — | — | — | CO12 (1 Wo.)CO | |
| 2021 | Corone Inter Shibuya – La mafia                                              | — | — | — | — | CO17 (1 Wo.)CO | |
| 2021 | Amor de mi vida Inter Shibuya (Ferxxo Edition)                               | — | — | Latin— GoldLatin | ES— GoldES | CO3 (6 Wo.)CO | Verkäufe: + 60.000 |
| 2022 | Prohibidox Feliz cumpleaños, Ferxxo, te pirateamos el álbum                  | — | — | — | ES23 Platin · (10 Wo.)ES | CO2 (24 Wo.)CO | Verkäufe: + 130.000 |
| 2022 | XQ te pones así Feliz cumpleaños, Ferxxo, te pirateamos el álbum             | — | — | — | ES53 Gold · (4 Wo.)ES | — | Verkäufe: + 30.000; feat. Yandel |
| 2022 | Lady mi amor Feliz cumpleaños, Ferxxo, te pirateamos el álbum                | — | — | — | ES89 Gold · (1 Wo.)ES | CO14 (2 Wo.)CO | Verkäufe: + 30.000 |
| 2022 | Belixe Feliz cumpleaños, Ferxxo, te pirateamos el álbum                      | — | — | — | ES93 Gold · (1 Wo.)ES | CO20 (1 Wo.)CO | Verkäufe: + 30.000 |
| 2022 | Quemando calorías Feliz cumpleaños, Ferxxo, te pirateamos el álbum           | — | — | — | ES— GoldES | CO18 (1 Wo.)CO | feat. Sky Rompiendo |
| 2022 | X20X Feliz cumpleaños, Ferxxo, te pirateamos el álbum                        | — | — | — | — | CO20 (1 Wo.)CO | feat. Sky Rompiendo |
| 2022 | Chorrito pa las animas Sixdo                                                 | — | — | Latin28 (19 Wo.)Latin | ES21 ×4Vierfachplatin · (35 Wo.)ES | CO2 a (38 Wo.)CO | Verkäufe: + 310.000 |
| 2022 | La pasamos CXBRXN Sixdo                                                      | — | — | — | ES57 Gold · (7 Wo.)ES | CO16 (1 Wo.)CO | Verkäufe: + 30.000; feat. Zion y Lennox |
| 2022 | Le pido a Dios Sixdo                                                         | — | — | — | ES— GoldES | CO13 (10 Wo.)CO | Verkäufe: + 30.000; mit Dj Premier |
| 2023 | Luces de tecno Mor, no le temas a la oscuridad                               | — | — | Latin40 Platin · (1 Wo.)Latin | ES8 ×2Doppelplatin · (18 Wo.)ES | — | Verkäufe: + 180.000 |
| 2023 | Gangsters y pistolas Mor, no le temas a la oscuridad                         | — | — | — | ES45 (1 Wo.)ES | — | |
| 2023 | Románticos de lunes Mor, no le temas a la oscuridad                          | — | — | — | ES55 (1 Wo.)ES | — | |
| 2023 | Ritmo de medallo Mor, no le temas a la oscuridad                             | — | — | — | ES61 (1 Wo.)ES | — | |
| 2023 | Privilegios Mor, no le temas a la oscuridad                                  | — | — | — | ES63 (1 Wo.)ES | — | mit Cupido |
| 2023 | Ferxxo edition Mor, no le temas a la oscuridad                               | — | — | — | ES67 (1 Wo.)ES | — | |
| 2023 | El único tema del ferxxo Mor, no le temas a la oscuridad                     | — | — | — | ES70 (1 Wo.)ES | — | mit Young Cister & Pailita |
| 2023 | Ey chory Mor, no le temas a la oscuridad                                     | — | — | — | ES74 (1 Wo.)ES | — | |
| 2023 | Velocidad crucero Mor, no le temas a la oscuridad                            | — | — | — | ES95 (1 Wo.)ES | — | |
| 2023 | Nx tx sientas solx Mor, no le temas a la oscuridad                           | — | — | — | ES99 (1 Wo.)ES | — | |
| 2023 | Ferxxo 30 Mor, no le temas a la oscuridad                                    | — | — | — | ES45 Gold · (7 Wo.)ES | — | Verkäufe: + 65.000 |
| 2023 | Luna Ferxxocalipsis                                                          | — | — | Latin5 ×4Vierfachplatin · (35 Wo.)Latin                                                                                                  | ES1 ×7Siebenfachplatin · (… Wo.)ES | — | Videoauskopplung: 6. März 2024 Verkäufe: + 1.070.000; mit Atl Jacob                                                                          |
| 2023 | Alakran Ferxxocalipsis                                                       | — | — | — | ES43 Gold · (2 Wo.)ES | — | Verkäufe: + 100.000 |
| 2023 | Desquite Ferxxocalipsis                                                      | — | — | — | ES53 (2 Wo.)ES | — | |
| 2023 | 50 palos Ferxxocalipsis                                                      | — | — | — | ES62 (1 Wo.)ES | — | |
| 2023 | Cual es esa Ferxxocalipsis                                                   | — | — | — | ES69 Gold · (1 Wo.)ES | — | Verkäufe: + 30.000 |
| 2023 | La vuelta Ferxxocalipsis                                                     | — | — | — | ES78 (1 Wo.)ES | — | mit Mañas Ru-Fino |
| 2023 | Esquirla Ferxxocalipsis                                                      | — | — | — | ES95 (1 Wo.)ES | — | |
| 2024 | Fecha Manifesting 20-05                                                      | — | — | Latin43 (1 Wo.)Latin | ES43 (2 Wo.)ES | — | mit Yandel |
| 2024 | No digas na Manifesting 20-05                                                | — | — | — | ES52 Gold · (2 Wo.)ES | — | Verkäufe: + 30.000; mit Yandel |
| 2024 | Brickell Manifesting 20-05                                                   | — | — | Latin15 (22 Wo.)Latin | ES83 Gold · (5 Wo.)ES | — | Verkäufe: + 100.000; mit Yandel |
| 2024 | Estoy putiao Los 9 de Ferxxo y Sky Rompiendo                                 | — | — | — | ES42 (2 Wo.)ES | — | mit Sky Rompiendo & Dei V |

### Als Gastmusiker
| Jahr | Titel Album                                     | Höchstplatzierung, Gesamtwochen, AuszeichnungChartplatzierungen (Jahr, Titel, Album, Platzierungen, Wochen, Auszeichnungen, Anmerkungen) | Höchstplatzierung, Gesamtwochen, AuszeichnungChartplatzierungen (Jahr, Titel, Album, Platzierungen, Wochen, Auszeichnungen, Anmerkungen) | Höchstplatzierung, Gesamtwochen, AuszeichnungChartplatzierungen (Jahr, Titel, Album, Platzierungen, Wochen, Auszeichnungen, Anmerkungen) | Höchstplatzierung, Gesamtwochen, AuszeichnungChartplatzierungen (Jahr, Titel, Album, Platzierungen, Wochen, Auszeichnungen, Anmerkungen) | Höchstplatzierung, Gesamtwochen, AuszeichnungChartplatzierungen (Jahr, Titel, Album, Platzierungen, Wochen, Auszeichnungen, Anmerkungen) | Anmerkungen |
| Jahr | Titel Album                                     | CH | US | Latin | ES | CO | Anmerkungen |
| --- | ----------------------------------------------- | --- | --- | --- | --- | --- | --- |
| 2016 | Que tengo que hacer The Mixtape JukeBox, Vol. 1 | — | — | — | — | — | Erstveröffentlichung: 24. Mai 2016 Sebastián Yatra feat. Feid                                                                              |
| 2019 | Pa Mí (Remix) Climaxxx                          | — | — | Latin— ×9Diamant + NeunfachplatinLatin                                                                                                   | — | CO1 (23 Wo.)CO | Erstveröffentlichung: 6. Februar 2019 Verkäufe: + 1.140.000; Dalex, Rafa Pabon & Dimelo Flow feat. Sech, Cazzu, Feid, Khea & Lenny Tavarez |
| 2019 | Cuaderno Climaxxx                               | — | — | Latin47 Diamant · (8 Wo.)Latin | ES15 ×3Dreifachplatin · (24 Wo.)ES | CO6 (15 Wo.)CO | Erstveröffentlichung: 9. Mai 2019 Verkäufe: + 720.000; Dalex feat. Nicky Jam, Justin Quiles, Sech, Lenny Tavárez, Feid & Rafa Pabön        |
| 2020 | No fue (Remix) –                                | — | — | — | ES— PlatinES | — | Erstveröffentlichung: 17. März 2020 Verkäufe: + 60.000; Leebrian & Cauty feat. Rauw Alejandro, Brray & Feid                                |
| 2020 | Dorado Ghettolimpo                              | — | — | — | — | — | Erstveröffentlichung: 9. Juli 2020 Verkäufe: + 140.000; Mahmood feat. Sfera Ebbasta & Feid                                                 |
| 2020 | Querida El Amor en los Tiempos del Perreo       | — | — | — | — | — | Erstveröffentlichung: 17. Juli 2020 Piso 21 feat. Feid                                                                                     |
| 2021 | Llori pari Felicilandia                         | — | — | — | ES— GoldES | — | Erstveröffentlichung: 17. September 2021 Verkäufe: + 30.000; Alvaro Diaz feat. Feid & Tainy                                                |
| 2021 | Hombres y mujeres Diamantes                     | — | — | — | ES— GoldES | — | Erstveröffentlichung: 18. November 2021 Verkäufe: + 30.000; Gordo feat. Feid                                                               |
| 2022 | Mojando asientos The Love & Sex Tape            | — | — | — | ES— PlatinES | CO9 (27 Wo.)CO | Erstveröffentlichung: 24. März 2022 Verkäufe: + 60.000; Maluma feat. Feid                                                                  |
| 2022 | Ultra solo (Remix) –                            | — | — | Latin— ×3DreifachplatinLatin | — | CO14 (7 Wo.)CO | Erstveröffentlichung: 16. Juni 2022 Verkäufe: + 860.000; Polimá Westcoast & Pailita feat. Feid, Paloma Mami & De La Ghetto                 |
| 2022 | Hey mor OzuTochi                                | — | US85 (4 Wo.)US | Latin10 (26 Wo.)Latin | ES3 ×7Siebenfachplatin · (63 Wo.)ES | CO1 a (46 Wo.)CO | Erstveröffentlichung: 6. Oktober 2022 Verkäufe: + 540.000; Ozuna feat. Feid                                                                |
| 2022 | A veces Back to the Game                        | — | — | — | ES13 Gold · (6 Wo.)ES | CO11 (1 Wo.)CO | Erstveröffentlichung: 3. November 2022 Verkäufe: + 30.000; Paulo Londra feat. Feid                                                         |
| 2023 | 69 Insomnio                                     | — | — | Latin41 (5 Wo.)Latin | ES24 Platin · (8 Wo.)ES | — | Erstveröffentlichung: 19. Mai 2023 Verkäufe: + 69.000; Nicky Jam feat. Feid                                                                |
| 2023 | El cielo –                                      | — | — | Latin30 (13 Wo.)Latin | ES3 ×4Vierfachplatin · (43 Wo.)ES | CO1 a (16 Wo.)CO | Erstveröffentlichung: 2. Juni 2023 Verkäufe: + 380.000; Sky Rompiendo feat. Feid & Myke Towers                                             |
| 2024 | Te colaboro El alma de la fiesta                | — | — | — | ES96 (2 Wo.)ES | — | Erstveröffentlichung: 16. März 2024 Brray feat. Feid                                                                                       |
| 2024 | Rewind I’ll Always Come Find You                | — | — | Latin— PlatinLatin | — | — | Erstveröffentlichung: 28. März 2024 Verkäufe: + 60.000; Blxst feat. Feid                                                                   |
| 2024 | Doblexxó Rayo                                   | — | — | Latin13 ×3Dreifachplatin · (8 Wo.)Latin                                                                                                  | ES29 Gold · (6 Wo.)ES | — | Erstveröffentlichung: 8. August 2024 Verkäufe: + 210.000; J Balvin feat. Feid                                                              |
| 2025 | Cruz El último baile                            | — | — | — | ES44 (4 Wo.)ES | — | Erstveröffentlichung: 30. Januar 2025 Trueno feat. Feid                                                                                    |
| Folgende Lieder erschienen nicht als Single, wurden aber durch das Album zum Download und Streaming bereitgestellt und konnten somit eine Platzierung erlangen: |                                                 | | | | | | |
| |                                                 | | | | | | |
| 2019 | Uniforme The Academy                            | — | — | — | ES91 (1 Wo.)ES | — | Rich Music LTD, Sech & Dalex feat. Justin Quiles, Lenny Tavárez, Feid, De La Ghetto & Zion y Lennox                                        |
| 2021 | Bebé que bien te ves Jose                       | — | — | — | — | CO14 (2 Wo.)CO | Charteinstieg: 16. September 2021 J Balvin feat. Feid                                                                                      |
| 2022 | La inocente Microdosis                          | — | — | — | ES9 ×7Siebenfachplatin · (91 Wo.)ES | CO9 a (51 Wo.)CO | Verkäufe: + 700.000; Mora feat. Feid |
| 2023 | La baby Data                                    | — | — | Latin47 (1 Wo.)Latin | ES36 Gold · (3 Wo.)ES | — | Verkäufe: + 30.000; Tainy feat. Daddy Yankee, Feid & Sech                                                                                  |
| 2023 | Perro negro Nadie sabe lo que va a pasar mañana | CH66 (3 Wo.)CH | US20 (20 Wo.)US | Latin2 (49 Wo.)Latin | ES2 ×5Fünffachplatin · (53 Wo.)ES | — | Verkäufe: + 350.000; Bad Bunny feat. Feid                                                                                                  |
| 2024 | Si sabe ferxxo Si sabe                          | — | — | Latin31 ×2Doppelplatin · (15 Wo.)Latin                                                                                                   | ES21 Platin · (12 Wo.)ES | — | Verkäufe: + 320.000; Blessd feat. Feid |
| 2024 | Offline att.                                    | — | — | Latin28 (… Wo.)Latin | ES18 Platin · (13 Wo.)ES | — | Verkäufe: + 60.000; Young Miko feat. Feid                                                                                                  |
| 2024 | Gatitas sandungueras Vol.1 Sayonara             | — | — | Latin22 Gold · (9 Wo.)Latin | ES13 Platin · (8 Wo.)ES | — | Verkäufe: + 160.000; Álvaro Díaz feat. Feid                                                                                                |
| 2024 | Revolu Cosa nuestra                             | — | US88 (1 Wo.)US | Latin8 (7 Wo.)Latin | ES15 (3 Wo.)ES | — | Charteinstieg: 25. November 2024 Rauw Alejandro feat. Feid                                                                                 |
| 2025 | Verano rosa Tropicoqueta                        | — | US96 (1 Wo.)US | Latin9 (… Wo.)Latin | ES11 Gold · (… Wo.)ES | — | Charteinstieg: 29. Juni 2025 Verkäufe: + 50.000; Karol G feat. Feid                                                                        |
| 2025 | X ti Por si alguien nos escucha                 | — | — | — | ES29 (… Wo.)ES | — | Kapo feat. Feid |

## Statistik

### Chartauswertung
|                     | CH    | US    | Latin        | ES     | CO    |
| ------------------- | ----- | ----- | ------------ | ------ | ----- |
| Nummer-eins-Alben   | CH—CH | US—US | Latin—Latin  | ES—ES  | CO—CO |
| Top-10-Alben        | CH—CH | US—US | Latin3Latin  | ES4ES  | CO—CO |
| Alben in den Charts | CH2CH | US3US | Latin10Latin | ES11ES | CO—CO |

|                       | CH    | US    | Latin        | ES     | CO     |
| --------------------- | ----- | ----- | ------------ | ------ | ------ |
| Nummer-eins-Singles   | CH—CH | US—US | Latin—Latin  | ES3ES  | CO11CO |
| Top-10-Singles        | CH—CH | US—US | Latin8Latin  | ES15ES | CO30CO |
| Singles in den Charts | CH3CH | US7US | Latin36Latin | ES77ES | CO50CO |

### Auszeichnungen für Musikverkäufe
| Goldene Schallplatte - Argentinien - 2023: für das Album Feliz cumpleaños, Ferxxo, te pirateamos el álbum - 2023: für die Single Feliz cumpleaños, Ferxxo - 2023: für die Single Normal - Brasilien - 2024: für die Single Porfa - 2024: für die Single Classy 101 - 2024: für die Single Feliz cumpleaños, Ferxxo - Chile - 2020: für die Single Porfa - Italien - 2021: für die Single Porfa - 2023: für die Single Hey mor - 2023: für die Single Yandel 150 - 2024: für das Lied Perro negro - Kanada - 2023: für die Single Porfa - Mexiko - 2022: für die Single Chimbita - 2023: für die Single Remix exclusivo - 2024: für das Lied Si sabe ferxxo - Peru - 2017: für die Single 911 - Portugal - 2022: für die Single Porfa - 2023: für die Single Yandel 150 - Spanien - 2024: für das Lied Cuando fue - Zentralamerika - 2022: für die Single Si tú supieras - 2022: für die Single Monastery - 2022: für die Single Friki - 2023: für die Single En la de ella - 2024: für das Lied Cual es esa - 2024: für die Single Ferxxo 151 - 2024: für das Lied Ferxxo 30 - 2024: für das Album Mor, no le temas a la oscuridad - 2025: für das Lied Revolu - 2025: für das Album Ferxxo Vol X: Sagrado | Platin-Schallplatte - Brasilien - 2025: für das Lied Luna - Ecuador - 2017: für die Single 911 - Italien - 2023: für das Lied Triste - Mexiko - 2022: für die Single Friki - 2022: für die Single Borraxxa - 2022: für die Single Monastery - 2023: für die Single Classy 101 - 2024: für die Single El cielo - Peru - 2017: für die Single Qué raro - Zentralamerika - 2023: für die Single Hey mor - 2023: für das Album Feliz cumpleaños, Ferxxo, te pirateamos el álbum - 2023: für das Lied Chorrito pa las animas - 2023: für die Single Prohibidox - 2023: für die Single Si te la encuentras por ahí - 2024: für das Lied Brickell - 2024: für die Single Sorry 4 That Much - 2024: für das Lied Alakran - 2024: für die Single Bubalu - 2025: für das Lied Gatitas sandungueras Vol.1 - 2025: für das Lied Si sabe ferxxo 3× Goldene Schallplatte - Mexiko - 2022: für die Single Pantysito - 2023: für das Album Feliz cumpleaños, Ferxxo, te pirateamos el álbum | 2× Platin-Schallplatte - Ecuador - 2017: für die Single Qué raro - Italien - 2021: für die Single Dorado - Mexiko - 2022: für das Album Ferxxo (Vol 1: M.O.R) - 2023: für das Lied La inocente - 2024: für die Single Ultra solo (Remix) - Portugal - 2025: für das Lied Luna - Vereinigte Staaten - 2024: für das Lied Cuando fue (Latin) - Zentralamerika - 2023: für die Single Normal - 2023: für die Single Ferxxo 100 - 2023: für die Single Pantysito - 2024: für das Album Ferxxocalipsis - 2024: für die Single Niña bonita 3× Platin-Schallplatte - Zentralamerika - 2023: für die Single Feliz cumpleaños, Ferxxo Diamantene Schallplatte - Chile - 2023: für die Single Ultra solo (Remix) - Zentralamerika - 2023: für die Single Classy 101 - 2024: für das Lied Luna 4× Diamantene Schallplatte - Mexiko - 2022: für die Single Porfa (Remix) |

Anmerkung: Auszeichnungen in Ländern aus den Charttabellen bzw. Chartboxen sind in ebendiesen zu finden.
| Land/RegionAuszeichnungen für Musikverkäufe (Land/Region, Auszeichnungen, Verkäufe, Quellen) | Gold       | Platin         | Diamant       | Verkäufe  | Quellen             |
| -------------------------------------------------------------------------------------------- | ---------- | -------------- | ------------- | --------- | ------------------- |
| Argentinien (CAPIF)                                                                          | 3× Gold3   | —              | —             | 30.000    | Einzelnachweise     |
| Brasilien (PMB)                                                                              | 3× Gold3   | Platin1        | —             | 100.000   | pro-musicabr.org.br |
| Chile (IFPI)                                                                                 | Gold1      | —              | Diamant1      | 490.000   | profovi.cl          |
| Ecuador (SOPROFON)                                                                           | —          | 3× Platin3     | —             | 18.000    | Einzelnachweise     |
| Italien (FIMI)                                                                               | 4× Gold4   | 3× Platin3     | —             | 425.000   | fimi.it             |
| Kanada (MC)                                                                                  | Gold1      | —              | —             | 40.000    | musiccanada.com     |
| Kolumbien (ASINCOL)                                                                          | —          | 3× Platin3     | —             | 60.000    | Einzelnachweise     |
| Mexiko (AMPROFON)                                                                            | 5× Gold5   | 13× Platin13   | 4× Diamant4   | 3.290.000 | amprofon.com.mx     |
| Peru (UNIMPRO)                                                                               | Gold1      | Platin1        | —             | 30.000    | Einzelnachweise     |
| Portugal (AFP)                                                                               | 2× Gold2   | 2× Platin2     | —             | 30.000    | Einzelnachweise     |
| Spanien (Promusicae)                                                                         | 33× Gold33 | 110× Platin110 | —             | 7.510.000 | elportaldemusica.es |
| Vereinigte Staaten (RIAA)                                                                    | 6× Gold6   | 76× Platin76   | 3× Diamant3   | 6.540.000 | riaa.com            |
| Zentralamerika (CFC)                                                                         | 10× Gold10 | 24× Platin24   | 2× Diamant2   | 2.530.000 | cfc-musica.com      |
| Insgesamt                                                                                    | 69× Gold69 | 236× Platin236 | 10× Diamant10 |           |                     |